# Alessandro Schöpf
Alessandro Schöpf (Umhausen, Imst, 7 de febrero de 1994) es un futbolista profesional austriaco que juega como centrocampista en el Wolfsberger AC de la Bundesliga.

## Trayectoria

### Bayern de Múnich
El año 2009 participa en la categoría sub-17 del equipo Bayern de Múnich, participando en la liga B-Junioren Bundesliga, jugando 37 minutos en esta, en el año 2010 participa nuevamente en la liga, anotando 5 goles, jugando un total de 1596 minutos en  20 partidos, alternando con la categoría sub-19 del club, jugando en total 3 partidos, en un total de 192 minutos, el año 2011 participa en el seleccionado Sub-19 hasta el año 2012, anotando 5 goles, en un total 1764 minutos.
El 21 de julio de 2012 juega en el equipo filial de FC Bayern de Múnich, FC Bayern Múnich II, en el encuentro en contra del equipo FC Augsburg II en el estadio Sportpark Heimstetten, en Heimstetten, válido por la Fußball-Regionalliga Bayern, jugando en calidad de titular durante todo el partido. El resultado de este fue de un empate a 1 gol.
El año 2014 firma un contrato profesional con el Bayern de Múnich, válido hasta el 30 de junio de 2016.
En el año 2014 forma parte del equipo del FC Bayern de Múnich  que se coronó campeón del torneo 1. Bundesliga temporada 2013/14.

## Selección nacional
Participa en la fase de clasificación para el Campeonato Europeo de la UEFA Sub-19 2012 en su segunda fase, representando a la selección de fútbol de Austria sub-19. El 25 de mayo de 2012 juega en contra de la selección nacional de fútbol de Croacia Sub-19, ingresando en el minuto 75 sustituyendo a Srđan Spiridonović. El resultado del encuentro fue de un empate a 2 goles. El domingo 27 de mayo se enfrenta a la selección  de Bosnia y Herzegovina entrando en reemplazo del jugador Robert Volk en el minuto 67, el resultado del partido fue de 2 goles a 0 a favor de la selección de Austria y el día miércoles 30 de mayo se enfrenta a la selección de fútbol de Georgia jugando como titular todo el encuentro, el resultado del partido fue de 2 goles a 1 a favor del seleccionado de Georgia.
Participa en el torneo Campeonato Europeo de la UEFA Sub-19 2013. El día miércoles 5 de junio juega en el partido en contra de la selección de Bosnia y Herzegovina, válido por la fase de grupos del torneo, jugando como titular anotando 1 gol en el minuto 70, siendo reemplazado en el minuto 75 por el jugador Daniel Geissler, el resultado del encuentro fue de 6 goles a 0, en favor de Austria. El 7 de junio enfrenta a la selección de Suecia, jugando como titular durante todo el partido fue de 3 goles a 0 a favor del Austria. El 10 de julio se enfrenta a la selección de Francia, jugando como durante todo el encuentro, el partido terminó con un gol a 0 a favor de Francia. La selección de Austria se ubicó en el segundo lugar, no pudiendo clasificar a la siguiente fase del torneo.
Durante el año 2013 y 2014 participa en la fase de clasificación para la Eurocopa Sub-21, jugando el 4 de agosto de 2013 en contra del seleccionado de Albania jugando como titular, siendo reemplazado en el minuto 46 por el jugador Robert Zulj, el resultado del partido fue de 1 gol a 0, a favor de Austria. El 5 de septiembre enfrenta a selección de fútbol sub-21 de España, ingresando en el minuto 73 por Robert Zulj. El partido finalizó con una derrota de Austria por 6 goles a 2. El jueves 10 de octubre enfrenta a la selección de Hungría, ingresando en el minuto 81 por el jugador Kevin Stoger, el resultado del partido fue de 2 a 0 a favor de Austria. El 18 de noviembre nuevamente se enfrentan ambas selecciones, ingresando en el minuto 73, en sustitución del jugador Lous Schaub. El encuentro terminó con victoria para Austria por 4 goles a 2. El 5 de marzo de 2014 sostiene un encuentro en contra de la selección de Albania, ingresando en el minuto 55 en sustitución del jugador Daniel Offenbacher. El encuentro terminó a 1 gol contra 3 a favor del seleccionado de Albania.

## Estadísticas
- Actualizado hasta el 20 de abril de 2014

| Equipo                         | Temporada | Liga local | Liga local | Copa local | Copa local | Competición internacional | Competición internacional | Total | Total |
| Equipo                         | Temporada | Part.      | Goles      | Part.      | Goles      | Part.                     | Goles                     | Part. | Goles |
| ------------------------------ | --------- | ---------- | ---------- | ---------- | ---------- | ------------------------- | ------------------------- | ----- | ----- |
| FC Bayern Munich II · Alemania | 2012      | 29         | 11         | 0          | 0          | 0                         | 0                         | 3     | 0     |
| FC Bayern Munich II · Alemania | 2013      | 28         | 11         | 0          | 0          | 0                         | 0                         | 4     | 1     |
| FC Bayern Munich II · Alemania | Total     | 57         | 22         | 0          | 0          | 0                         | 0                         | 57    | 22    |

## Palmarés

### Títulos nacionales
| Título                          | Equipo                    | País     | Año     |
| ------------------------------- | ------------------------- | -------- | ------- |
| 1. Bundesliga                   | Bayern de Múnich          | Alemania | 2013-14 |
| Copa de Alemania                | Bayern de Múnich          | Alemania | 2013-14 |
| Campeonato Canadiense de Fútbol | Vancouver Whitecaps F. C. | Canadá   | 2023    |
| Campeonato Canadiense de Fútbol | Vancouver Whitecaps F. C. | Canadá   | 2024    |
| Copa de Austria                 | Wolfsberger AC            | Austria  | 2024-25 |